# Ємметово
Ємме́тово (рос. Емметово, башк. Йәммәт) — село у складі Шаранського району Башкортостану, Росія. Входить до складу Нуреєвської сільської ради.
Населення — 397 осіб (2010; 412 у 2002).
Національний склад:
- марійці — 99 %